# 써클 K

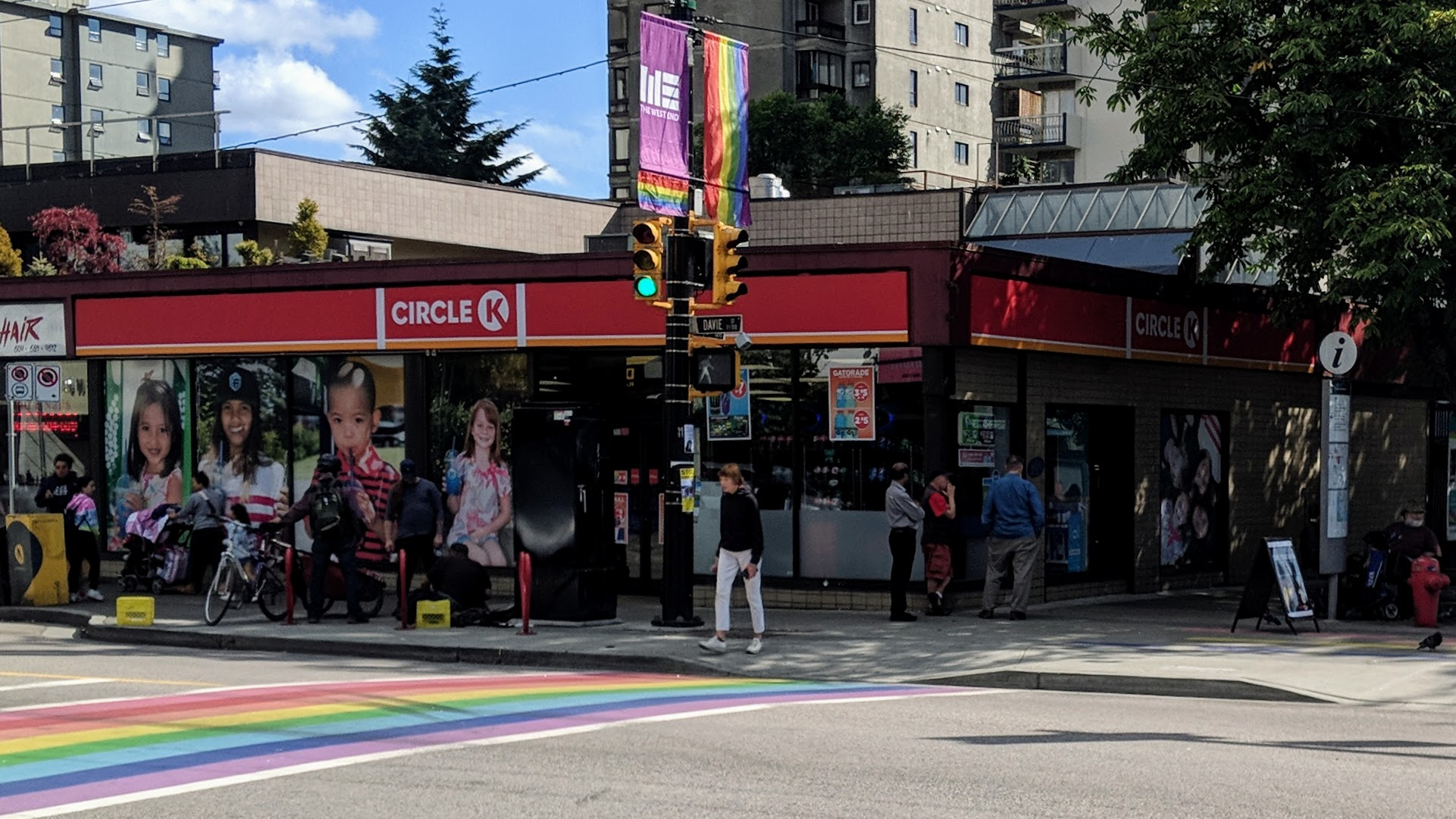
캐나다에 있는 써클 K 점포

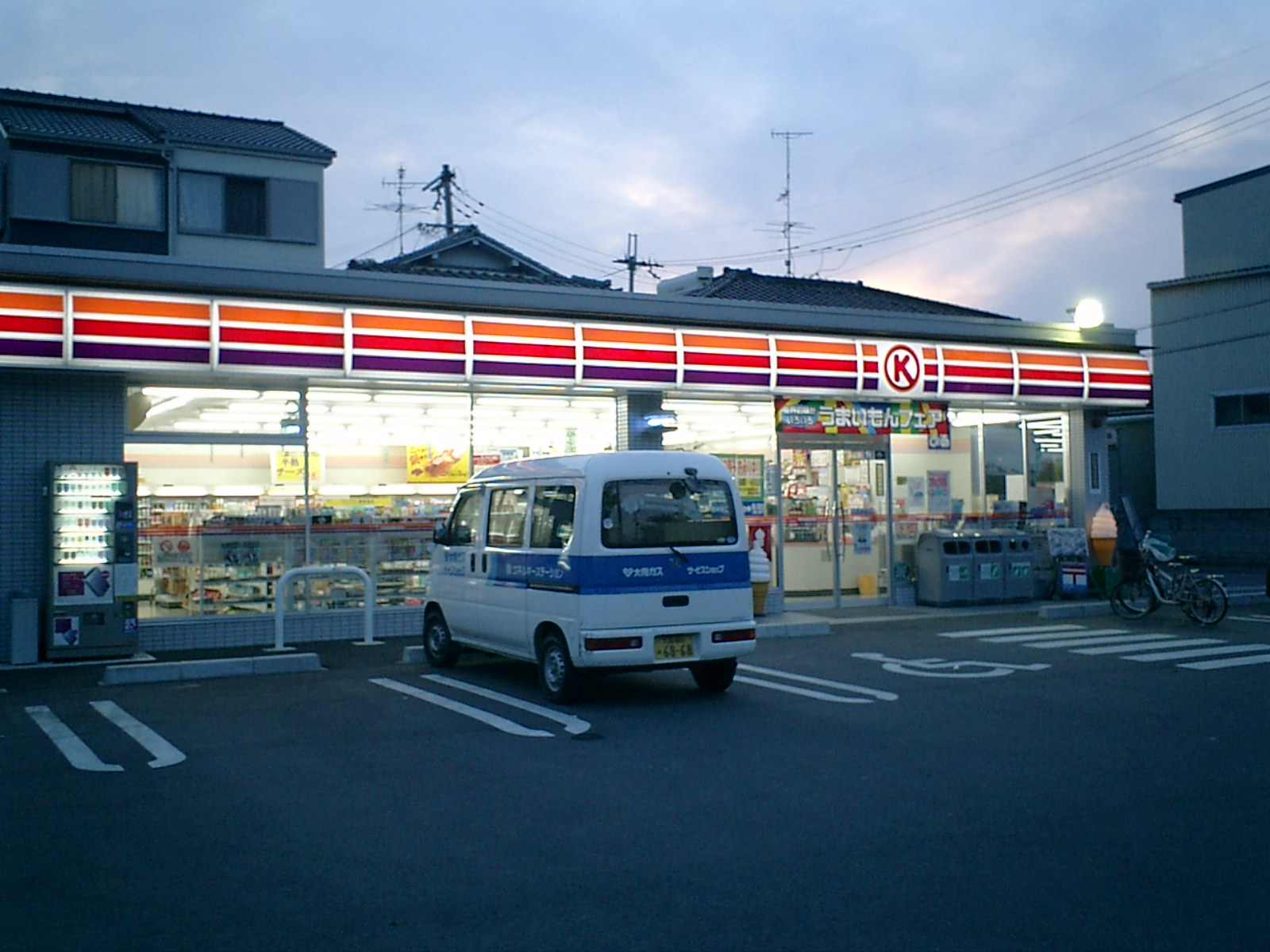
일본 히가시오사카시에 있는 써클 K 점포

써클 K(영어: Circle K)는 미국 애리조나주 템피에 본사를 둔 편의점 체인이다. 1951년에 텍사스주 엘패소에서 처음 개업하였으며, 현재 15개국에 10,000개 이상의 매장을 운영하고 있다.
대한민국에는 1989년에 서울특별시 용산구 원효로에 처음 진출하였으나, 1997년에 한화그룹에 인수되어 C 스페이스로 변경되었다.